# Skate Canada International 2020
Skate Canada International 2020 – miały być drugimi w kolejności zawodami łyżwiarstwa figurowego z cyklu Grand Prix 2020/2021. Zawody miały odbyć się od 30 października do 1 listopada 2020 roku w hali TD Place Arena w Ottawie. Podczas zawodów miały być rozgrywane konkurencje solistów, solistek, par sportowych oraz par tanecznych.
Ze względu na pandemię COVID-19 i ograniczenia w podróżowaniu międzynarodowym, Rada Międzynarodowej Unii Łyżwiarskiej zadecydowała, że we wszystkich zawodach z cyklu Grand Prix 2020/2021 wystąpią jedynie zawodnicy krajowi i ci, którzy trenują w danym kraju lub regionie geograficznym.
1 października 2020 roku Skate Canada ogłosiło, że zawody odbędą się bez obecności kibiców. 
Ostatecznie ze względu na rozwój pandemii COVID-19 oraz restrykcje w poszczególnych prowincjach Kanady 14 października 2020 roku zawody zostały odwołane.

## Listy startowe (stan na 13 października 2020)
| Reprezentacja     | Soliści                                                           | Solistki                                                          | Pary sportowe | Pary taneczne |
| ----------------- | ----------------------------------------------------------------- | ----------------------------------------------------------------- | --- | --- |
| Australia         |                                                                   |                                                                   | | Holly Harris / Jason Chan |
| Chiny             |                                                                   | Zhu Yi                                                            | | |
| Hiszpania         |                                                                   |                                                                   | | Olivia Smart / Adrián Díaz |
| Izrael            | Mark Gorodnitsky                                                  |                                                                   | | |
| Japonia           |                                                                   | Satoko Miyahara                                                   | Riku Miura / Ryuichi Kihara | |
| Kanada            | Nicolas Nadeau Nam Nguyen Conrad Orzel Joseph Phan Roman Sadovsky | Emily Bausback Alicia Pineault Madeline Schizas Alison Schumacher | Lori-Ann Matte / Thierry Ferland Kirsten Moore-Towers / Michael Marinaro Natasha Purich / Bryce Chudak Camille Ruest / Andrew Wolfe Evelyn Walsh / Trennt Michaud | Alicia Fabbri / Paul Ayer Laurence Fournier Beaudry / Nikolaj Sørensen Piper Gilles / Paul Poirier Marjorie Lajoie / Zachary Lagha Molly Lanaghan / Dmitre Razgulajevs Haley Sales / Nikolas Wamsteeker Carolane Soucisse / Shane Firus |
| Korea Południowa  | Cha Jun-hwan                                                      |                                                                   | | |
| Stany Zjednoczone | Jason Brown                                                       |                                                                   | | |
| Wielka Brytania   |                                                                   |                                                                   | | Lilah Fear / Lewis Gibson |